# Rumuni w Serbii

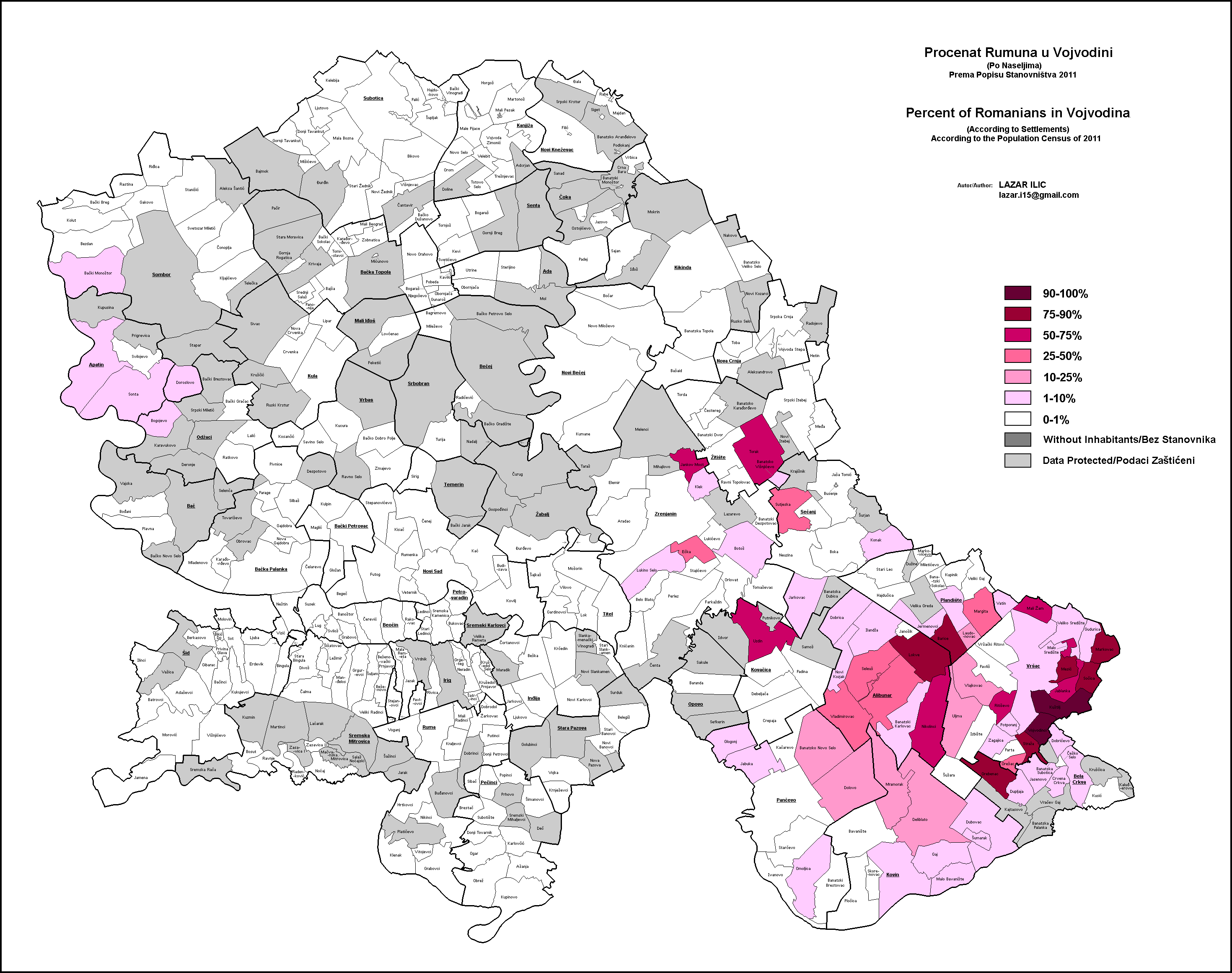
Udział Rumunów w ogólnej populacji gmin Wojwodiny w 2011 roku

Rumuni stanowią dużą mniejszość narodową na terenie Republiki Serbii. W spisie ludności z 2022 roku 23 044 obywateli tego kraju zadeklarowało narodowość rumuńską (0,35% łącznej populacji Serbii).
Serbscy Rumuni zamieszkują przede wszystkim Banat we wschodniej części Autonomicznej Prowincji Wojwodiny. Od roku 1996 przedstawiciele tej mniejszości mają dostęp do edukacji szkolnej w języku ojczystym. Posiadają własną prasę w postaci tygodnika Libertatea.